# Analytikerrapport
En analytikerrapport (analysrapport) är en rapport från en analytiker (vanligen aktieanalytiker) om ett företag och företagets värdepapper (tex företagsobligation eller företagscertifikat) och dess derivatinstrument (tex ränteswap).

## Exempel
- 06/10/2005 Banks/Large Caps: Interest Rate Risk At Banks And Financials -- Av Prudential Financial Prudential Equity Group, Mike Mayo
  - Ett urval ur samtalet: "Mike, you said absolutely correctly that we have a larger percentage of non-core funding than we’ve had in the past as an industry, and we have higher securities holdings than we have had in the past. We actually did some work just looking at the top-20 banks and trying to forecast what we thought was going to happen . And if you go back prior to 2000, Mike, and this kind of gets to your point, you can get sort of the best regression fit by simply regressing the one-year LIBOR (London Interbank Offered Rate) to five-year swaps against the net interest margin with a 13-month lag."
  - "If you just look at PNC’s funding, we obviously have the non-interest-bearing deposits, which is the greatest liability you can have."
    - Kommentar: Finansiella tjänstefirmor som säljer checkkonton (checking accounts) kan finansiera mycket av sitt kapital med räntefria skulder, förutom leverantörsskulder, alltså räntefria checkkonton.